# Vlag van Etzatlán

Vlag van Etzatlán (ratio 4:7)

De vlag van Etzatlán werd op 14 juli 2019 aangenomen als vlag van de Mexicaanse gemeente Etzatlán. Het is ontworpen door Rodrigo Alonso Cercas Valadez, de winnaar van een wedstrijd om de gemeentelijke vlag te kiezen.
Het is gekleurd en het wapen van Etzatlán in het midden in het wit. Het heeft een wit diagonaal kruis dat het veld in afwisselend blauwe en gele gebieden verdeelt. Het midden van het kruis gaat over in een witte schijf, waarop acht stevige zespuntige sterren staan die geel omlijnd zijn. De verhouding van de vlag is 4:7.
Volgens de ontwerper staat geel voor mijnbouw, landbouw en de vrijgevigheid van de bevolking van Etzatlan. Blauw staat voor natuur, lucht en meren; blauw staat ook voor vriendschap met bezoekers van Etzatlan. Wit staat voor zuiverheid, eenheid en harmonie; wit staat voor alle beroemde persoonlijkheden uit Etzatlan. Het kruis in het midden symboliseert het pad dat elke inwoner of bezoeker van Etzatlan moet volgen. De sterren staan voor de gemeentelijke zetel Etzatlán en de zeven gemeenten: Oconahua, Puerta de Pericos, Santa Rosalía, El Amparo, San Sebastián, San Rafael en La Mazata.